# Rob Minkoff
Robert Ralph Minkoff, född 11 augusti 1962 i Palo Alto, Kalifornien, USA, är en amerikansk regissör, animatör och producent. Han är mest känd för att ha regisserat Lejonkungen (tillsammans med Roger Allers), och live-actionfilmer inklusive Stuart Little (1999), Stuart Little 2 (2002), The Haunted Mansion (2003), och Forbidden Kingdom (2008). Under de senaste decennierna har han återvänt till animering med Herr Peabody & Sherman (2014) och Tassar av stål (2022). Hans fru, Crystal Kung Minkoff, var med i rollerna i The Real Housewives of Beverly Hills.